# Nekrolog 3. Quartal 1986
Nekrolog
◄◄
| ◄
| 1982
| 1983
| 1984
| 1985
| 1986 | 1987 | 1988 | 1989 | 1990 | ► | ►►
1. Quartal |
2. Quartal |
3. Quartal |
4. Quartal 1986
Weitere Ereignisse | Allgemeiner Nekrolog 1986
Die Beschreibung der verstorbenen Person sollte so kurz wie möglich gehalten sein und nur deren signifikante Tätigkeit(en) enthalten.
Neue Namen ggf. auch unter dem Geburts- und Sterbedatum, also etwa unter 1. Januar und im Geburts- und Sterbejahr (2024) eintragen (nur bei entsprechender großer Wichtigkeit). Für Beispiele siehe die schon vorhandenen Artikel.
Außerdem über die fünf zuletzt Verstorbenen, zu denen es einen ausreichend guten Artikel für eine Präsentation auf der Hauptseite gibt, nach der todesbedingten Überarbeitung der Artikel ggf. auch unter Wikipedia Diskussion:Hauptseite informieren und sie am besten auch in den anderen Wikipedia-Sprachversionen eintragen. Tipp: Regelmäßig bei news.google.de nach „ist tot“, „gestorben“ oder „verstorben“ suchen.
Wenn eine Person gestorben ist, gibt es viele Seiten zu dieser Person in der Wikipedia, die davon auch betroffen sind und entsprechend aktualisiert werden müssen. Beispiele: Namenübersichtsseite, Geburtsjahr, Geburtsort-Seiten und viele mehr.
Wie finde ich die betroffenen Seiten?
Im Suchfeld auf der linken Seite gibt man den Suchbegriff so ein: „Vorname Nachname“. Dann klickt man auf Volltext und alle Seiten mit entsprechendem Suchtext werden aufgerufen. Hier sieht man dann schnell, wo auch das Todesjahr Sinn macht oder sogar ein Teil des Artikels angepasst werden muss. Auch hilft das „Werkzeug“ auf der linken Seite sehr gut, um solche Seiten aufzufinden: „Links auf diese Seite“. Somit ist die Wikipedia wieder aktuell in allen Bereichen! Hinweis: bei Eintragung der Kategorie „Gestorben JAHR“ wird der Missbrauchsfilter 49 ausgelöst, was jedoch nicht schlimm ist. Siehe: Spezial:Missbrauchsfilter/49
Dies ist eine Liste von im dritten Quartal 1986 verstorbenen bekannten Persönlichkeiten. Die Einträge erfolgen innerhalb der einzelnen Daten alphabetisch sortiert. Tiere sind im Nekrolog für Tiere zu finden.

## Juli
| Tag      | Name                                 | Beruf, bekannt als                                                                                              | Alter | Beleg |
| -------- | ------------------------------------ | --- | ----- | ----- |
| 1. Juli  | Jean Baratte                         | französischer Fußballspieler und -trainer                                                                       | 63    |       |
| 1. Juli  | Alexander Jewsejewitsch Braunschtein | sowjetischer Biochemiker                                                                                        | 84    |       |
| 1. Juli  | Klaas Aldert Hendrik Hidding         | niederländischer reformierter Theologe und Kirchenhistoriker                                                    | 84    |       |
| 1. Juli  | Ernst Höpp                           | deutscher Maler und Zeichner                                                                                    | 87    |       |
| 1. Juli  | Herbert Miehsler                     | österreichischer Rechtswissenschaftler                                                                          | 52    |       |
| 1. Juli  | Günther Roestel                      | deutscher Jurist                                                                                                | 78    |       |
| 2. Juli  | Karl Christoffel                     | deutscher Historiker, Schriftsteller, Weinpoet und Politiker (CDU), MdL                                         | 91    |       |
| 2. Juli  | Louis Harant                         | US-amerikanischer Sportschütze                                                                                  | 90    |       |
| 2. Juli  | Hoàng Văn Thái                       | vietnamesischer General                                                                                         | 71    |       |
| 2. Juli  | Franz Kaplan                         | deutscher Maler und Graphiker                                                                                   | 87    |       |
| 2. Juli  | Henryk Keisch                        | deutscher Schriftsteller und Drehbuchautor                                                                      | 73    |       |
| 2. Juli  | Erwin Milzkott                       | deutscher Musiker                                                                                               | 73    |       |
| 3. Juli  | Jonathan Brewster Bingham            | US-amerikanischer Politiker                                                                                     | 72    |       |
| 3. Juli  | Bruce Chown                          | kanadischer Hämatologe und Kinderarzt                                                                           | 92    |       |
| 3. Juli  | Walther Hensel                       | deutscher Jurist                                                                                                | 86    |       |
| 3. Juli  | Tibor Kasics                         | Schweizer Pianist, Komponist und Dirigent ungarischer Herkunft                                                  | 81    |       |
| 3. Juli  | Curly Russell                        | US-amerikanischer Jazzmusiker                                                                                   | 66    |       |
| 3. Juli  | Rudy Vallée                          | US-amerikanischer Sänger                                                                                        | 84    |       |
| 3. Juli  | Ulrich von Weber                     | deutscher Chemiker                                                                                              | 78    |       |
| 4. Juli  | Heinrich Emmendörfer                 | deutscher Verbandsfunktionär                                                                                    | 89    |       |
| 4. Juli  | Paul-Gilbert Langevin                | französischer Musikwissenschaftler und Musikkritiker                                                            | 52    |       |
| 04. Juli | Leo Lermond                          | US-amerikanischer Leichtathlet                                                                                  | 80    |       |
| 4. Juli  | Peter F. Mack                        | US-amerikanischer Politiker                                                                                     | 69    |       |
| 4. Juli  | Werner Meurer                        | deutscher Holz-, Stein- und Bronzebildhauer                                                                     | 75    |       |
| 4. Juli  | Flor Peeters                         | belgischer Komponist, Organist und Musikpädagoge                                                                | 83    |       |
| 4. Juli  | Eddie Shu                            | US-amerikanischer Jazzmusiker (Tenor- und Altsaxophonist)                                                       | 67    |       |
| 4. Juli  | Friedrich Weigelt                    | deutscher Reformpädagoge, Politiker (SPD)                                                                       | 86    |       |
| 4. Juli  | Oscar Zariski                        | US-amerikanischer Mathematiker                                                                                  | 87    |       |
| 5. Juli  | Terence Arnold                       | britischer Bobfahrer                                                                                            | 85    |       |
| 5. Juli  | Ulrich Hofmann                       | deutscher Chemiker                                                                                              | 83    |       |
| 5. Juli  | Franz Kortschak                      | österreichischer Weinbauer und Politiker (ÖVP), Abgeordneter zum Nationalrat                                    | 78    |       |
| 5. Juli  | Lothar Kreyssig                      | deutscher Jurist, Richter sowie Gründer der Aktion Sühnezeichen                                                 | 87    |       |
| 5. Juli  | Albert Scherrer                      | Schweizer Rennfahrer                                                                                            | 78    |       |
| 5. Juli  | Wilhelm Schulz                       | deutscher Offizier, zuletzt Korvettenkapitän                                                                    | 80    |       |
| 5. Juli  | Jaroslaw Stezko                      | ukrainischer Politiker                                                                                          | 74    |       |
| 5. Juli  | Hubert Suschka                       | deutscher Schauspieler und Synchronsprecher                                                                     | 61    |       |
| 6. Juli  | Norman Braun                         | deutscher Architekt                                                                                             | 73    |       |
| 6. Juli  | Stephen Brunauer                     | US-amerikanischer Chemiker                                                                                      | 83    |       |
| 6. Juli  | Karel Dodal                          | tschechischer Trickfilmregisseur                                                                                | 86    |       |
| 6. Juli  | Ewald Dreesmann                      | deutscher Politiker (SPD), MdL                                                                                  | 45    |       |
| 6. Juli  | Walter Hollitscher                   | österreichischer Philosoph, Marxist und Psychoanalytiker                                                        | 75    |       |
| 6. Juli  | Herbert Leonhardt                    | deutscher nordischer Skisportler                                                                                | 61    |       |
| 6. Juli  | Roberto Sabatino Lopez               | amerikanischer Historiker                                                                                       | 75    |       |
| 6. Juli  | Jagjivan Ram                         | indischer Politiker                                                                                             | 78    |       |
| 6. Juli  | Adalbert Rückerl                     | deutscher Staatsanwalt                                                                                          |       |       |
| 6. Juli  | Marjorie Millace Whiteman            | US-amerikanische Juristin und Diplomatin                                                                        | 87    |       |
| 7. Juli  | Willi Ankermüller                    | deutscher Jurist und Politiker (CSU), MdL                                                                       | 85    |       |
| 7. Juli  | Joseph Eddy Fontenrose               | US-amerikanischer Klassischer Philologe und Religionswissenschaftler                                            | 83    |       |
| 7. Juli  | Richard Edwin Hoover                 | amerikanischer Ophthalmologe                                                                                    | 71    |       |
| 7. Juli  | Sven Johnson                         | schwedischer Turner                                                                                             | 86    |       |
| 7. Juli  | Friedrich Kohner                     | österreichisch-US-amerikanischer Drehbuchautor                                                                  | 80    |       |
| 7. Juli  | Christopher C. McGrath               | US-amerikanischer Jurist und Politiker                                                                          | 84    |       |
| 8. Juli  | Paolo Marcello Brignoli              | italienischer Arachnologe                                                                                       | 44    |       |
| 8. Juli  | Pedro Ortiz Dávila                   | puerto-ricanischer Sänger                                                                                       | 74    |       |
| 8. Juli  | Hyman Rickover                       | US-amerikanischer Militär, Viersterne-Admiral der US-Marine                                                     | 86    |       |
| 8. Juli  | Gérard Ernest Schneider              | Schweizer Maler                                                                                                 | 90    |       |
| 9. Juli  | Karl Heinz Beckurts                  | deutscher Physiker und Manager                                                                                  | 56    |       |
| 9. Juli  | Julio Córdova                        | chilenischer Fußballspieler                                                                                     | 75    |       |
| 9. Juli  | Harold Isaacs                        | US-amerikanischer Journalist und Politikwissenschaftler                                                         |       |       |
| 9. Juli  | Karl Traut                           | deutscher SS-Obersturmbannführer                                                                                | 80    |       |
| 9. Juli  | Ernst Türk                           | deutscher Landrat (SPD)                                                                                         | 62    |       |
| 10. Juli | Dušan Antonijević                    | jugoslawischer Schauspieler                                                                                     | 73    |       |
| 10. Juli | Lê Duẩn                              | vietnamesischer Politiker                                                                                       | 79    |       |
| 10. Juli | Brendan Glynn                        | irischer Politiker                                                                                              | 76    |       |
| 10. Juli | Philippe de Gunzburg                 | französischer Adeliger, Widerstandskämpfer und Automobilrennfahrer                                              | 82    |       |
| 10. Juli | Tomasz Michalak                      | polnischer Geiger und Dirigent                                                                                  |       |       |
| 10. Juli | Pak Taewon                           | südkoreanischer Schriftsteller und Lyriker                                                                      | 76    |       |
| 10. Juli | Roman Sexl                           | österreichischer Physiker                                                                                       | 46    |       |
| 11. Juli | Richard Müller                       | deutscher Verwaltungsbeamter und Politiker (SPD), MdL, MdB                                                      | 66    |       |
| 11. Juli | Wolfgang von Nathusius               | deutscher Arzt und Medizinalbeamter                                                                             | 74    |       |
| 11. Juli | Kurt Robbel                          | deutscher Maler und Hochschullehrer                                                                             | 77    |       |
| 11. Juli | Enrique Villegas                     | argentinischer Jazzmusiker                                                                                      | 72    |       |
| 12. Juli | Peter Lotar                          | Schriftsteller, Schauspieler, Regisseur und Drehbuchautor                                                       | 76    |       |
| 12. Juli | Wilhelm Specht                       | deutscher Unternehmer und Verbandsfunktionär                                                                    | 76    |       |
| 13. Juli | Brion Gysin                          | US-amerikanischer Schriftsteller und Maler                                                                      | 70    |       |
| 13. Juli | Hermann Steudner                     | deutscher kommunistischer Widerstandskämpfer, Parteifunktionär, Abgeordneter, Lokalpolitiker und MfS-Mitarbe... | 90    |       |
| 14. Juli | Alexei Elbrusowitsch Gutnow          | russischer Architekt und Stadtplaner                                                                            |       |       |
| 14. Juli | Fritz Haenchen                       | deutscher Gartenbauinspektor                                                                                    | 79    |       |
| 14. Juli | Kurt Henkels                         | deutscher Musiker und Bandleader                                                                                | 75    |       |
| 14. Juli | William E. Hess                      | US-amerikanischer Politiker (Republikanische Partei)                                                            | 88    |       |
| 14. Juli | Franz Künzel                         | deutscher Politiker (SdP), MdR                                                                                  | 86    |       |
| 14. Juli | Alfredo Lepro                        | uruguayischer Politiker, Diplomat und Journalist                                                                |       |       |
| 14. Juli | Raymond Loewy                        | österreichisch-US-amerikanischer Industriedesigner                                                              | 92    |       |
| 14. Juli | Joseph Vogt                          | deutscher Althistoriker                                                                                         | 91    |       |
| 15. Juli | Ali Bonte-Lichtenstein               | deutsche Bildhauerin, Keramikerin und Grafikerin                                                                | 89    |       |
| 15. Juli | Renato Casarotto                     | italienischer Bergsteiger                                                                                       | 38    |       |
| 15. Juli | Florence Halop                       | US-amerikanische Schauspielerin                                                                                 | 63    |       |
| 15. Juli | Grete Hoell                          | kommunistische Widerstandskämpferin in Hannover                                                                 | 76    |       |
| 16. Juli | Hermann Bauer                        | deutscher Politiker (FDP)                                                                                       | 89    |       |
| 16. Juli | Bob Boothby                          | britischer Politiker (Conservative Party), Mitglied des House of Commons                                        | 86    |       |
| 16. Juli | Peter Börnsen                        | deutscher Politiker (NSDAP), MdR, MdL                                                                           | 89    |       |
| 16. Juli | Karl Fodermair                       | deutscher Instrumentenbauer und Leiter diverser Chöre und Orchester                                             | 84    |       |
| 16. Juli | Carlo Martini                        | italienischer Geistlicher, Erzbischof und vatikanischer Diplomat                                                | 72    |       |
| 16. Juli | Claire Watson                        | US-amerikanische Opernsängerin                                                                                  | 59    |       |
| 16. Juli | Hans Weresch                         | rumäniendeutscher Lehrer, Forscher und Kulturpolitiker                                                          | 83    |       |
| 17. Juli | René de Castries                     | französischer Historiker                                                                                        | 77    |       |
| 17. Juli | Herman Ludin Jansen                  | norwegischer Theologe und Religionshistoriker                                                                   | 81    |       |
| 17. Juli | Kurt Köster                          | deutscher Bibliothekar und Historiker                                                                           | 73    |       |
| 17. Juli | Anton Kurze                          | deutscher Verwaltungsbeamter und Oberstadtdirektor der Stadt Aachen                                             | 75    |       |
| 17. Juli | Pierre Langlais                      | französischer General                                                                                           | 76    |       |
| 17. Juli | George M. O’Brien                    | US-amerikanischer Politiker                                                                                     | 69    |       |
| 17. Juli | Joseph Stone, Baron Stone            | britischer Arzt                                                                                                 | 83    |       |
| 18. Juli | Buddy Baer                           | US-amerikanischer Schwergewichtsboxer                                                                           | 71    |       |
| 18. Juli | Ursmar Engelmann                     | deutscher Ordensgeistlicher, Erzabt von Beuron                                                                  | 76    |       |
| 18. Juli | Stanley Rous                         | sechster Präsident des Weltfußballverbandes FIFA                                                                | 91    |       |
| 18. Juli | Don Wilkerson                        | US-amerikanischer Jazzmusiker                                                                                   | 54    |       |
| 19. Juli | Alfredo Binda                        | italienischer Radrennfahrer                                                                                     | 83    |       |
| 19. Juli | Daniel L. Fapp                       | US-amerikanischer Kameramann                                                                                    | 82    |       |
| 19. Juli | Glenn Graham                         | US-amerikanischer Stabhochspringer                                                                              | 82    |       |
| 19. Juli | Franz Xaver Lehner                   | deutscher Komponist                                                                                             | 81    |       |
| 19. Juli | Paula Wallisch                       | österreichische Politikerin und Widerstandskämpferin, Abgeordnete zum Nationalrat                               | 93    |       |
| 20. Juli | Sam Gary                             | afroamerikanischer Blues-, Spiritual- und Folk-Sänger                                                           | 69    |       |
| 20. Juli | Aloys Greither                       | deutscher Dermatologe                                                                                           | 72    |       |
| 21. Juli | José Avelino                         | philippinischer Politiker                                                                                       | 95    |       |
| 21. Juli | Ergun Ercins                         | türkischer Fußballspieler und -trainer                                                                          | 51    |       |
| 21. Juli | Hans Freese                          | deutscher Dirigent und Kapellmeister                                                                            | 81    |       |
| 21. Juli | Timothy O’Connor                     | irischer Politiker                                                                                              | 79    |       |
| 21. Juli | Alexander Silveri                    | österreichischer Bildhauer                                                                                      | 76    |       |
| 21. Juli | Marian Wodziński                     | polnischer Gerichtsmediziner                                                                                    | 75    |       |
| 22. Juli | Bernhard Dohm                        | deutscher Politiker (KPD/SED) und Direktor des IML                                                              | 81    |       |
| 22. Juli | Edward Garmatz                       | US-amerikanischer Politiker                                                                                     | 83    |       |
| 22. Juli | Fritz Goller                         | deutscher Komponist                                                                                             | 71    |       |
| 22. Juli | Floyd Gottfredson                    | US-amerikanischer Comiczeichner und -texter, Cartoonist sowie Maler                                             | 81    |       |
| 22. Juli | Helmut Kostorz                       | deutscher Politiker (NSDAP, CDU), MdL                                                                           | 74    |       |
| 22. Juli | Eitel-Friedrich Rissmann             | deutscher Internist und Infektiologe; Dozent an der Charité                                                     | 80    |       |
| 22. Juli | Natalija Uschwij                     | ukrainische Schauspielerin                                                                                      | 87    |       |
| 22. Juli | Herbert Zschelletzschky              | deutscher Kunsthistoriker                                                                                       | 83    |       |
| 23. Juli | Adolfo Baloncieri                    | italienischer Fußballspieler und -trainer                                                                       | 88    |       |
| 23. Juli | Robert-Henri Blaser                  | Schweizer Hochschullehrer, Germanist und Medizinhistoriker                                                      | 66    |       |
| 23. Juli | Hobbes Dino Cecchini                 | italienischer Drehbuchautor und Filmregisseur                                                                   | 80    |       |
| 23. Juli | Anton Oberniedermayr                 | deutscher Kinderchirurg                                                                                         | 86    |       |
| 23. Juli | Kazimierz Sikorski                   | polnischer Komponist                                                                                            | 91    |       |
| 23. Juli | Gerhard Wendland                     | deutscher Maler und Grafiker                                                                                    | 75    |       |
| 24. Juli | Urban Hansen                         | dänischer Politiker                                                                                             | 77    |       |
| 24. Juli | Willy Kaiser                         | deutscher Boxer                                                                                                 | 74    |       |
| 24. Juli | Karl Kühn                            | österreichischer Radrennfahrer                                                                                  | 82    |       |
| 24. Juli | Fritz Albert Lipmann                 | deutsch-amerikanischer Biochemiker                                                                              | 87    |       |
| 24. Juli | Fernand Pouillon                     | französischer Architekt und Schriftsteller                                                                      | 74    |       |
| 24. Juli | Erich Stolleis                       | deutscher Jurist und Oberbürgermeister                                                                          | 80    |       |
| 24. Juli | Tsuruta Yoshiyuki                    | japanischer Schwimmer                                                                                           | 82    |       |
| 25. Juli | Jacob Hackenburg Griffiths-Randolph  | ghanaischer Jurist und Politiker, Sprecher des Parlaments                                                       | 71    |       |
| 25. Juli | Matthias Ladurner-Parthanes          | österreichisch-italienischer Bauer, Volkskundler und Heimatforscher (Südtirol)                                  | 92    |       |
| 25. Juli | Ted Lyons                            | US-amerikanischer Baseballspieler und -manager                                                                  | 85    |       |
| 25. Juli | Vincente Minnelli                    | US-amerikanischer Regisseur                                                                                     | 83    |       |
| 25. Juli | Eduard Weikhart                      | österreichischer Politiker (SPÖ), Abgeordneter zum Nationalrat                                                  | 80    |       |
| 26. Juli | Bill Gore                            | US-amerikanischer Geschäftsmann und Unternehmer                                                                 | 74    |       |
| 26. Juli | W. Averell Harriman                  | US-amerikanischer Politiker, Geschäftsmann und Diplomat                                                         | 94    |       |
| 26. Juli | Norbert Kellnberger                  | deutscher Politiker (CSU), MdL                                                                                  | 57    |       |
| 26. Juli | Heinz Lazek                          | österreichischer Boxer                                                                                          | 74    |       |
| 26. Juli | Dominique Mbonyumutwa                | ruandischer Präsident                                                                                           | 65    |       |
| 26. Juli | Mubarak                              | indischer Filmschauspieler                                                                                      | 77    |       |
| 26. Juli | Boris Režek                          | jugoslawischer Skilangläufer, Regisseur, Autor und Drehbuchautor                                                | 77    |       |
| 26. Juli | Sadık Şendil                         | türkischer Drehbuch- und Theaterautor                                                                           |       |       |
| 27. Juli | Margarita Argúas                     | argentinische Juristin                                                                                          | 83    |       |
| 27. Juli | Arturo Cerretani                     | argentinischer Autor von Drehbüchern, Journalist und Schriftsteller                                             | 78    |       |
| 27. Juli | Hitoshi Kihara                       | japanischer Genetiker                                                                                           | 92    |       |
| 27. Juli | Thomas Moon                          | US-amerikanischer Eishockeyspieler                                                                              | 77    |       |
| 27. Juli | Dorothea Neff                        | österreichische Schauspielerin                                                                                  | 83    |       |
| 27. Juli | Harro Tiedgen                        | deutscher Brigadegeneral des Heeres der Bundeswehr                                                              | 60    |       |
| 27. Juli | Friedrich Wilckens                   | österreichischer Komponist und Pianist                                                                          | 87    |       |
| 28. Juli | John Alcott                          | britischer Kameramann                                                                                           |       |       |
| 28. Juli | Bill Andrews                         | britischer Filmarchitekt                                                                                        | 85    |       |
| 28. Juli | Frieda Hartmann                      | Schweizer Schriftstellerin                                                                                      | 93    |       |
| 28. Juli | William Robert Johnson               | US-amerikanischer Geistlicher, Bischof von Orange in California                                                 | 67    |       |
| 28. Juli | Berndt Koberstein                    | deutscher Gewerkschafter und Kommunist                                                                          | 29    |       |
| 28. Juli | Yvan Leyvraz                         | Schweizer Internationalist und Hilfswerkmitarbeiter in Nicaragua                                                |       |       |
| 28. Juli | Cristóbal Martí                      | spanischer Fußballspieler                                                                                       | 83    |       |
| 28. Juli | Heinz Pauck                          | deutscher Drehbuchautor                                                                                         | 82    |       |
| 28. Juli | Karl-Heinrich Schulz                 | deutscher Offizier, zuletzt Generalmajor im Zweiten Weltkrieg                                                   | 80    |       |
| 28. Juli | Annemarie Selinko                    | österreichisch-dänische Schriftstellerin                                                                        | 71    |       |
| 29. Juli | Richard David Barnett                | britischer vorderasiatischer Archäologe und Kurator am British Museum                                           | 77    |       |
| 29. Juli | Vittorio Chierroni                   | italienischer Skirennläufer                                                                                     | 69    |       |
| 29. Juli | Heinz Hassler                        | liechtensteinischer Polizeioberleutnant, Leiter der liechtensteinischen Fahndungspolizei                        |       |       |
| 29. Juli | Joe Kopcha                           | US-amerikanischer American-Football-Spieler und Chirurg                                                         | 80    |       |
| 29. Juli | Louis Panico                         | italienisch-US-amerikanischer Jazz-Kornettist                                                                   | 88    |       |
| 29. Juli | Werner Pinzner                       | deutscher Auftragsmörder                                                                                        | 39    |       |
| 30. Juli | John N. Dalton                       | US-amerikanischer Politiker                                                                                     | 55    |       |
| 30. Juli | Guillermo de Castellana              | italienisch-kolumbianischer Geistlicher, Pädagoge und Philosoph                                                 | 74    |       |
| 30. Juli | Hans Martin Kümmel                   | deutscher Altorientalist und Hochschullehrer                                                                    | 48    |       |
| 30. Juli | Franz Tausch-Treml                   | deutscher Politiker (DSAP, SPD), MdB                                                                            | 85    |       |
| 30. Juli | Martin Wülfing                       | deutscher Buchhändler und Politiker (NSDAP), MdR, MdL                                                           | 86    |       |
| 31. Juli | Trude Brentina                       | österreichische Schauspielerin                                                                                  | 86    |       |
| 31. Juli | Enric Casals                         | katalanischer Geiger, Komponist und Dirigent                                                                    | 94    |       |
| 31. Juli | René Cheval                          | französischer Germanist, Hochschuloffizier und Kulturdiplomat                                                   | 67    |       |
| 31. Juli | John Cluysenaar                      | belgischer Künstler                                                                                             | 86    |       |
| 31. Juli | Willi Eberlein                       | deutscher Politiker (Radikal-Soziale Freiheitspartei), MdHB                                                     | 82    |       |
| 31. Juli | Stanley Ellin                        | US-amerikanischer Krimiautor                                                                                    | 69    |       |
| 31. Juli | Franz Fabian                         | deutscher Politiker (SPD), MdL                                                                                  | 60    |       |
| 31. Juli | Ernst Hildebrand                     | deutscher Komponist und Musiker                                                                                 | 68    |       |
| 31. Juli | Alexander Koval                      | deutscher Literat                                                                                               | 64    |       |
| 31. Juli | Iustin Moisescu                      | rumänischer Geistlicher                                                                                         | 76    |       |
| 31. Juli | Kurt Rasch                           | deutscher Komponist, Musikpädagoge und Tonmeister                                                               | 83    |       |
| 31. Juli | Julius Schumm                        | deutscher Polizist und Kommunalpolitiker                                                                        | 86    |       |
| 31. Juli | Chiune Sugihara                      | japanischer Diplomat, der tausende Juden rettete                                                                | 86    |       |
| 31. Juli | Ludwig Vesely                        | österreichischer Leichtathlet                                                                                   | 82    |       |
| 31. Juli | Teddy Wilson                         | US-amerikanischer Jazz-Pianist                                                                                  | 73    |       |
| 31. Juli | Harold Woolley, Baron Woolley        | britischer Landwirt und Politiker                                                                               | 81    |       |
| Juli     | Friedrich Candidus                   | deutscher Heimatdichter und Lehrer                                                                              |       |       |
| Juli     | Christa Merten                       | deutsche Leichtathletin und Olympiateilnehmerin                                                                 | 41    |       |
| Juli     | Hermann Möhring                      | deutscher Politiker der SPD und der SED, politisch Verfolgter                                                   |       |       |

## August
| Tag                      | Name                             | Beruf, bekannt als                                                                                              | Alter | Beleg |
| ------------------------ | -------------------------------- | --- | ----- | ----- |
| 1. August                | Carlo Confalonieri               | italienischer Geistlicher, Kurienkardinal der römisch-katholischen Kirche                                       | 93    |       |
| 1. August                | Paul Detlefsen                   | US-amerikanisch-dänischer Maler und Spezialeffektkünstler                                                       | 86    |       |
| 1. August                | Willem Klein                     | niederländischer Kopfrechner                                                                                    | 73    |       |
| 1. August                | Franz Osterroth                  | deutscher Widerstandskämpfer, Politiker (SPD) und Autor                                                         | 86    |       |
| 1. August                | Ursula Pares                     | britische Fotografin und Herausgeberin                                                                          | 79    |       |
| 1. August                | Robert Wolfgang Schnell          | deutscher Schriftsteller                                                                                        | 70    |       |
| 1. August                | Wiesław Wernic                   | polnischer Schriftsteller                                                                                       | 80    |       |
| 2. August                | Ali Gholi Ardalan                | persischer Diplomat                                                                                             | 86    |       |
| 2. August                | Roy Cohn                         | US-amerikanischer Staats- und Rechtsanwalt                                                                      | 59    |       |
| 2. August                | France Gorše                     | jugoslawischer Bildhauer                                                                                        | 88    |       |
| 2. August                | Hermann Kaspar                   | deutscher Künstler                                                                                              | 82    |       |
| 2. August                | Paolo Vita-Finzi                 | italienischer Diplomat                                                                                          | 87    |       |
| 3. August                | Otmar Emminger                   | deutscher Ökonom und Präsident der Deutschen Bundesbank                                                         | 75    |       |
| 3. August                | Beryl Markham                    | britische Flugpionierin                                                                                         | 83    |       |
| 3. August                | Joe Thomas                       | US-amerikanischer Jazzmusiker                                                                                   | 77    |       |
| 4. August                | Kurt Julius                      | deutscher Fotograf                                                                                              | 77    |       |
| 4. August                | Fritz Schwerdtfeger              | deutscher Forstwissenschaftler, Zoologe, Entomologe und Hochschullehrer                                         | 81    |       |
| 4. August                | Nersès Tayroyan                  | irakischer Geistlicher, Erzbischof von Bagdad                                                                   | 91    |       |
| 4. August                | Werner Wenning                   | deutscher Diplomat, Botschafter der DDR                                                                         | 72    |       |
| 5. August                | Ferenc Cziráki                   | ungarischer Feldhandballspieler                                                                                 | 72    |       |
| 5. August                | Banesh Hoffmann                  | britischer Mathematiker und Physiker                                                                            | 79    |       |
| 5. August                | Ferdinand Loll                   | deutscher Widerstandskämpfer und Polizeioffizier der DDR                                                        | 76    |       |
| 5. August                | Udo von Soosten                  | deutscher Politiker (CDU), MdL                                                                                  | 63    |       |
| 5. August                | Artur Stegner                    | deutscher Politiker (FDP, GB-BHE), MdL, MdB                                                                     | 79    |       |
| 6. August                | Alessandro Catalani              | italienischer Radrennfahrer                                                                                     | 81    |       |
| 6. August                | Emilio Fernández                 | mexikanischer Schauspieler und Regisseur                                                                        | 82    |       |
| 6. August                | Theodor Grill                    | österreichischer Bürgermeister                                                                                  | 83    |       |
| 6. August                | Manfred Hausmann                 | deutscher Schriftsteller                                                                                        | 87    |       |
| 6. August                | Karl Hemmeter                    | deutscher Bildhauer und Künstler                                                                                | 82    |       |
| 6. August                | Wolfgang Hering                  | deutscher Altphilologe                                                                                          | 58    |       |
| 6. August                | Paul Lüth                        | deutscher Schriftsteller                                                                                        | 65    |       |
| 6. August                | George Minty                     | US-amerikanischer Mathematiker                                                                                  | 56    |       |
| 6. August                | Simone Plé-Caussade              | französische Komponistin, Pianistin und Musikpädagogin                                                          | 88    |       |
| 6. August                | Clara Tabody                     | ungarische Schauspielerin und Sängerin                                                                          | 71    |       |
| 6. August                | Beppe Wolgers                    | schwedischer Schauspieler, Regisseur, Autor und Komponist                                                       | 57    |       |
| 6. August oder 7. August | Julie Tullis                     | Bergsteigerin und Filmemacherin                                                                                 | 47    |       |
| 7. August                | Kathrine Aurell                  | schwedische Schriftstellerin und Drehbuchautorin                                                                | 85    |       |
| 7. August                | Juliana Fabritius-Dancu          | rumänische Malerin, Volkskundlerin und Kunsthistorikerin                                                        | 56    |       |
| 7. August                | Aline Valangin                   | Schweizer Schriftstellerin, Pianistin und Psychoanalytikerin                                                    | 97    |       |
| 8. August                | Johannes Fock                    | deutscher Bibliothekar                                                                                          | 75    |       |
| 8. August                | Karl Krejci-Graf                 | österreichischer Geologe und Paläontologe                                                                       | 88    |       |
| 9. August                | Wolfgang Kilger                  | deutscher Wirtschaftswissenschaftler                                                                            | 59    |       |
| 9. August                | Ludwig Leichtle                  | deutscher Politiker                                                                                             | 78    |       |
| 9. August                | Salvador Nocetti                 | argentinisch-chilenischer Fußballspieler und -trainer                                                           | 73    |       |
| 9. August                | Cyril Plant, Baron Plant         | britischer Gewerkschafter und Politiker                                                                         | 75    |       |
| 9. August                | Alfred von Rosenberg             | deutscher Politiker (DP, CDU), MdL                                                                              | 82    |       |
| 9. August                | Jef Scherens                     | belgischer Radrennfahrer                                                                                        | 77    |       |
| 9. August                | Ignaz Sigl                       | österreichischer Fußballnationalspieler                                                                         | 84    |       |
| 9. August                | Hartmut Tautz                    | Todesopfer an der tschechoslowakisch-österreichischen Grenze                                                    | 22    |       |
| 10. August               | Otto Bauer                       | österreichischer Politiker                                                                                      | 89    |       |
| 10. August               | Paraskeva Clark                  | russisch-kanadische Malerin                                                                                     | 87    |       |
| 10. August               | Vratislav Effenberger            | tschechischer Literaturtheoretiker                                                                              | 63    |       |
| 10. August               | Oscar Guldager                   | dänischer Bahnradsportler                                                                                       | 81    |       |
| 10. August               | Chuck McKinley                   | US-amerikanischer Tennisspieler                                                                                 | 45    |       |
| 10. August               | Rudi Richter                     | deutscher Architekt                                                                                             | 80    |       |
| 10. August               | Helmke Schierhorn                | deutscher Anatom und Neurobiologe                                                                               | 51    |       |
| 10. August               | Jon Snersrud                     | norwegischer Nordischer Kombinierer                                                                             | 83    |       |
| 10. August               | Carl Arnold Willemsen            | deutscher Historiker                                                                                            | 84    |       |
| 11. August               | Karl Duldig                      | österreichisch-australischer Bildhauer                                                                          | 83    |       |
| 11. August               | Louis Eudier                     | französischer Politiker (PCF), Mitglied der Nationalversammlung                                                 | 83    |       |
| 11. August               | Liesel Herbach                   | deutsche Malerin und Heimatforscherin                                                                           | 73    |       |
| 11. August               | Franz Inselkammer                | deutscher Brauereibesitzer                                                                                      | 83    |       |
| 11. August               | Hans-Joachim Riecke              | deutscher Agrarpolitiker (NSDAP), MdR, MdL, SS-Oberführer                                                       | 87    |       |
| 11. August               | Heinz Strehl                     | deutscher Fußballspieler                                                                                        | 48    |       |
| 11. August               | Pierre Tabourin                  | französischer Automobilrennfahrer                                                                               | 84    |       |
| 12. August               | Hedwig Behrens                   | deutsche Archivarin und Frauenbeauftragte                                                                       | 85    |       |
| 12. August               | Hans-Heinz Dum                   | österreichischer NSDAP-Funktionär                                                                               | 79    |       |
| 12. August               | Hanns Goebl                      | deutscher Bildhauer                                                                                             | 85    |       |
| 12. August               | Janpeter Kob                     | deutscher Soziologe                                                                                             | 58    |       |
| 12. August               | Léonard Mulamba                  | kongolesischer Politiker                                                                                        | 58    |       |
| 12. August               | Reinhard Mumm                    | deutscher lutherischer Theologe                                                                                 | 69    |       |
| 12. August               | Johann Pesser                    | österreichischer Fußballspieler und Trainer                                                                     | 74    |       |
| 12. August               | Ernst Wendt                      | deutscher Theaterregisseur                                                                                      | 49    |       |
| 13. August               | Unica Bachmann-Calcoen           | deutsch-niederländische Porträt- und Tiermalerin                                                                | 82    |       |
| 13. August               | Jan Herchenröder                 | deutscher Feuilletonist und Schriftsteller                                                                      | 75    |       |
| 13. August               | Karl Franz Leppa                 | deutscher Schriftsteller                                                                                        | 93    |       |
| 13. August               | Helen Mack                       | US-amerikanische Schauspielerin                                                                                 | 72    |       |
| 13. August               | Maria Meißner                    | deutsche Schauspielerin                                                                                         | 83    |       |
| 13. August               | Policarpo Ribeiro de Oliveira    | brasilianischer Fußballspieler                                                                                  | 77    |       |
| 13. August               | Ivan Zelko                       | jugoslawischer Historiker und Schriftsteller                                                                    | 74    |       |
| 14. August               | Inger Axö                        | schwedische Schauspielerin und Sängerin                                                                         | 47    |       |
| 14. August               | Pierre Bertaux                   | französischer Germanist                                                                                         | 78    |       |
| 14. August               | Robert Edler                     | deutscher Komponist von Chormusik                                                                               | 73    |       |
| 14. August               | Ernst Ehwald                     | deutscher Bodenkundler                                                                                          | 73    |       |
| 14. August               | Ernst Moritz Engert              | deutscher Silhouettenkünstler und Maler                                                                         | 94    |       |
| 14. August               | Stjepan Ljubić                   | jugoslawischer Radrennfahrer                                                                                    | 80    |       |
| 14. August               | Armon Planta                     | Schweizer Lehrer, Autor und Heimatforscher                                                                      | 69    |       |
| 15. August               | Werner Friedrich Bonin           | afro-deutscher Ethnologe, Psychologe und Paranormologe                                                          | 45    |       |
| 15. August               | Robert Bouchet                   | französischer Maler und Gitarrenbauer                                                                           | 88    |       |
| 15. August               | Silvia Eisenstein                | argentinisch-venezolanische Komponistin, Pianistin, Dirigentin und Musikpädagogin                               | 69    |       |
| 15. August               | Johannes D. Peters               | deutscher Hörspielautor                                                                                         | 71    |       |
| 15. August               | Winthrop Sargeant                | US-amerikanischer Musikkritiker                                                                                 | 82    |       |
| 15. August               | Felix Tikotin                    | deutscher Kunsthändler, Kunstsammler und Museumsgründer                                                         | 92    |       |
| 15. August               | Herman Jan de Vleeschauwer       | belgischer Philosoph und Historiker                                                                             | 87    |       |
| 15. August               | Waldon O. Watson                 | US-amerikanischer Tontechniker                                                                                  | 79    |       |
| 16. August               | Wilbur R. Franks                 | kanadischer Wissenschaftler und Mediziner                                                                       | 85    |       |
| 16. August               | Nikita Kondratjew                | sowjetischer Theater- und Film-Schauspieler                                                                     | 70    |       |
| 16. August               | William T. Pheiffer              | US-amerikanischer Politiker                                                                                     | 88    |       |
| 17. August               | Anton Berger                     | österreichischer Politiker (SPÖ), Mitglied des Bundesrates                                                      | 58    |       |
| 17. August               | Luis Casas Pasarín               | spanischer Fußballspieler und -trainer                                                                          | 84    |       |
| 17. August               | Shipwreck Kelly                  | US-amerikanischer Footballspieler                                                                               | 76    |       |
| 17. August               | Hans Ming                        | Schweizer Politiker (KVP)                                                                                       | 82    |       |
| 17. August               | Nikolaos Syllas                  | griechischer Diskuswerfer                                                                                       | 71    |       |
| 17. August               | Hans-Ulrich Twiehaus             | deutscher Steuerberater und Autor                                                                               | 87    |       |
| 18. August               | Paula Jordan                     | deutsche Buchillustratorin, Autorin und Malerin                                                                 | 90    |       |
| 18. August               | Nikos Nissiotis                  | griechischer Religionsphilosoph                                                                                 | 62    |       |
| 19. August               | Hermione Baddeley                | britische Schauspielerin                                                                                        | 79    |       |
| 19. August               | Raphaël Glorieux                 | belgischer Radrennfahrer                                                                                        | 57    |       |
| 19. August               | Hugh De Lacy                     | US-amerikanischer Politiker                                                                                     | 76    |       |
| 19. August               | John Donnelly                    | kanadischer Ruderer                                                                                             | 81    |       |
| 19. August               | Willy Kramp                      | deutscher Schriftsteller                                                                                        | 77    |       |
| 20. August               | Milton Acorn                     | kanadischer Dichter und Schriftsteller                                                                          | 63    |       |
| 20. August               | Christian Dolny                  | Schweizer Theaterschauspieler                                                                                   | 57    |       |
| 20. August               | Paul Doyon                       | kanadischer Pianist und Organist                                                                                | 83    |       |
| 20. August               | Thad Jones                       | US-amerikanischer Jazz-Trompeter                                                                                | 63    |       |
| 20. August               | Zygmunt Menkes                   | polnischer Maler und Bildhauer                                                                                  | 90    |       |
| 20. August               | Patrick Sherrill                 | US-amerikanischer Amokläufer                                                                                    | 44    |       |
| 21. August               | Christoph Barth                  | Schweizer evangelischer Geistlicher und Hochschullehrer                                                         | 68    |       |
| 21. August               | Alexandre O’Neill                | portugiesischer Lyriker irischer Abstammung                                                                     | 61    |       |
| 21. August               | Agustín Sauto Arana              | spanischer Fußballspieler                                                                                       | 78    |       |
| 21. August               | Walter Kiel                      | deutscher Agrarwissenschaftler                                                                                  | 79    |       |
| 21. August               | Meinrad Tiefenthaler             | österreichischer Historiker und Archivar                                                                        | 84    |       |
| 22. August               | Vəli Axundov                     | sojwetischer Politiker (Aserbaidschanische SSR)                                                                 | 70    |       |
| 22. August               | Celâl Bayar                      | türkischer Politiker und Staatspräsident                                                                        | 103   |       |
| 22. August               | Bruce Cowling                    | US-amerikanischer Schauspieler                                                                                  | 66    |       |
| 22. August               | Heinz H. Engler                  | deutscher Designer von Hotel-Systemgeschirr                                                                     | 58    |       |
| 22. August               | Mireille Flery                   | griechische Sängerin                                                                                            | 79    |       |
| 22. August               | Alexei Alexejewitsch Gwosdew     | russischer Bauingenieur und Hochschullehrer                                                                     | 89    |       |
| 22. August               | Hermann Tüchle                   | deutscher Kirchenhistoriker                                                                                     | 80    |       |
| 23. August               | Pete Daily                       | US-amerikanischer Jazz-Trompeter                                                                                | 75    |       |
| 23. August               | Otto Dreyer                      | deutscher Politiker (NSDAP), MdR                                                                                | 82    |       |
| 23. August               | Adrienne Fazan                   | US-amerikanische Filmeditorin                                                                                   | 80    |       |
| 23. August               | Wolfgang Gleißberg               | deutscher Astronom, Mathematiker und Physiker                                                                   | 82    |       |
| 23. August               | Witold Nowacki                   | polnischer Bauingenieur und Ingenieurwissenschaftler                                                            | 75    |       |
| 23. August               | Charlotte Steurer                | deutsch-österreichische Aktivistin der Homophilenbewegung                                                       | 65    |       |
| 24. August               | Walter Baumann                   | Schweizer Politiker (BGB/SVP)                                                                                   | 72    |       |
| 24. August               | Harry Benjamin                   | US-amerikanischer Psychologe, Forscher auf dem Gebiet der Transsexualität, Gerontologe                          | 101   |       |
| 24. August               | Joseph Ludwig Buchkremer         | deutscher Geistlicher, Weihbischof des Bistums Aachen und Titularbischof von Aggar                              | 86    |       |
| 24. August               | Richard Gerber                   | Schweizer Anglist und Hochschullehrer                                                                           | 62    |       |
| 24. August               | Joe Tarto                        | US-amerikanischer Jazzbassist                                                                                   | 84    |       |
| 25. August               | Peter Chatel                     | deutscher Schauspieler                                                                                          | 42    |       |
| 25. August               | Dietrich von Heyden-Linden       | deutscher Physiker und Fotograf                                                                                 | 87    |       |
| 25. August               | Rolf Klein                       | deutscher Politiker (CDU), MdL                                                                                  | 44    |       |
| 25. August               | M. Stanley Livingston            | US-amerikanischer Physiker                                                                                      | 81    |       |
| 25. August               | Merle Montgomery                 | US-amerikanische Komponistin, Pianistin und Musikpädagogin                                                      | 82    |       |
| 25. August               | Kaspar Roos                      | deutscher Arzt und ärztlicher Standespolitiker                                                                  | 65    |       |
| 26. August               | Franziska Bennemann              | deutsche Politikerin (SPD), MdB                                                                                 | 81    |       |
| 26. August               | Heinrich Freistedt               | deutscher römisch-katholischer Priester und Kirchenmusikdirektor in Aachen                                      | 82    |       |
| 26. August               | Marvin Hatley                    | US-amerikanischer Filmschauspieler, Drehbuchautor und Komponist von Filmmusiken                                 | 81    |       |
| 26. August               | Walther Hess                     | deutscher Botschafter                                                                                           | 86    |       |
| 26. August               | Lore Ribbentrop-Leudesdorff      | deutsche Bauhaus-Künstlerin                                                                                     | 84    |       |
| 27. August               | Georgi Tadschijewitsch Agsamow   | sowjetischer Schachspieler                                                                                      | 31    |       |
| 27. August               | Adam Borys                       | polnischer Oberstleutnant der Streitkräfte                                                                      | 76    |       |
| 27. August               | Daniel Fignolé                   | haitianischer Politiker, Präsident von Haiti                                                                    | 72    |       |
| 27. August               | Norbert-Jean Mahé                | französischer Automobilrennfahrer                                                                               | 83    |       |
| 27. August               | Olga Šilhánová                   | tschechische Kunstturnerin                                                                                      | 65    |       |
| 28. August               | Renate Credo                     | deutsche Chemikerin                                                                                             | 65    |       |
| 28. August               | Alexander Dolgun                 | Überlebender des Suchanowka-Gefängnisses                                                                        | 59    |       |
| 28. August               | Russell Lee                      | US-amerikanischer Fotograf                                                                                      | 83    |       |
| 28. August               | Don Simmons                      | australischer Politiker (South Australia)                                                                       | 68    |       |
| 29. August               | Otto Beuer                       | deutscher Politiker                                                                                             | 87    |       |
| 29. August               | Bernhard Gansrigler              | österreichischer Politiker (ÖVP), Landtagsabgeordneter im Burgenland                                            | 73    |       |
| 29. August               | Adolf Heincke                    | deutscher Politiker (NSDAP), MdR                                                                                | 85    |       |
| 29. August               | Wladimir Dmitrijewitsch Kusnezow | sowjetischer Speerwerfer                                                                                        | 55    |       |
| 29. August               | Sax Mallard                      | US-amerikanischer Jazz- und R&B-Musiker                                                                         | 70    |       |
| 29. August               | Rudolf Saar                      | österreichischer Sängerfunktionär                                                                               | 90    |       |
| 29. August               | Kateryna Saryzka                 | ukrainische politische Aktivistin                                                                               | 71    |       |
| 29. August               | Hermann Trimborn                 | deutscher Amerikanist, Ethnologe und Hochschullehrer                                                            | 85    |       |
| 30. August               | Eberhard Bechtle                 | deutscher Lyriker und Erzähler                                                                                  | 26    |       |
| 30. August               | Johann Großmann                  | deutscher Politiker (SPD), MdL                                                                                  | 91    |       |
| 30. August               | Josef Krames                     | österreichischer Mathematiker                                                                                   | 88    |       |
| 30. August               | Walter Kutschmann                | deutscher Kriminalkommissar, SS-Führer und Täter des Holocaust                                                  | 72    |       |
| 30. August               | Adolf Wingler                    | deutscher Jurist                                                                                                | 88    |       |
| 31. August               | Jorge Alessandri                 | chilenischer Politiker                                                                                          | 90    |       |
| 31. August               | Elizabeth Coatsworth             | US-amerikanische Schriftstellerin                                                                               | 93    |       |
| 31. August               | Fernand Couzinet                 | französischer Politiker (SFIO), Mitglied der Nationalversammlung                                                | 74    |       |
| 31. August               | Urho Kekkonen                    | finnischer Politiker, Mitglied des Reichstags, Außenminister, Ministerpräsident und Staatspräsident             | 85    |       |
| 31. August               | Henry Moore                      | englischer Bildhauer und Zeichner                                                                               | 88    |       |
| 31. August               | Goffredo Parise                  | italienischer Schriftsteller, Drehbuchautor und Journalist                                                      | 56    |       |
| 31. August               | Karl Otto Ragotzky               | deutscher Schauspieler, Theaterregisseur, Hörspielsprecher und -autor                                           | 58    |       |
| 31. August               | Čestmír Řanda                    | tschechischer Schauspieler und Theaterregisseur                                                                 | 62    |       |
| August                   | José Antonio Benton              | deutscher Schriftsteller und Rechtsanwalt                                                                       | 92    |       |
| August                   | Elisabeth Bormann                | österreichisch-deutsche Physikerin und Assistentin von Max Born                                                 | 91    |       |
| August                   | Emil Frotscher                   | deutscher Journalist, Chefredakteur der Deutschen Zeitung in den Niederlanden, stellvertretender Chefredakte... |       |       |
| August                   | Gusti Kreissl                    | deutsche Schauspielerin                                                                                         | 82    |       |

## September
| Tag           | Name                               | Beruf, bekannt als                                                                                         | Alter | Beleg |
| ------------- | ---------------------------------- | --- | ----- | ----- |
| 1. September  | Murray Hamilton                    | US-amerikanischer Schauspieler                                                                             | 63    |       |
| 1. September  | Hendrik Houwens Post               | niederländischer Romanist und Lusitanist                                                                   | 81    |       |
| 1. September  | Ruth Kommerell                     | deutsche Film- und Theaterschauspielerin                                                                   | 63    |       |
| 2. September  | Gleb Pawlowitsch Akilow            | russischer Mathematiker                                                                                    | 65    |       |
| 2. September  | Billy Taylor                       | US-amerikanischer Jazz-Bassist                                                                             | 80    |       |
| 2. September  | Raimund Warta                      | österreichischer Schauspieler, Filmeditor und Drehbuchautor                                                | 81    |       |
| 3. September  | Julius Bahle                       | deutscher Psychologe, Musikwissenschaftler und Psychotherapeut                                             | 83    |       |
| 3. September  | Aenne Heise                        | deutsche Fotografin                                                                                        | 91    |       |
| 3. September  | Horace King                        | britischer Politiker (Labour Party) und Sprecher des Unterhauses (House of Commons)                        | 85    |       |
| 3. September  | Rolf Leeb                          | deutscher Fußballspieler                                                                                   | 62    |       |
| 3. September  | Wolf-Dietrich Leers                | deutsch-kanadischer Mikrobiologe und Versicherungsmediziner                                                | 59    |       |
| 3. September  | Rainer Liebeke                     | deutsches Todesopfer der Berliner Mauer                                                                    | 34    |       |
| 3. September  | Pino Mercanti                      | italienischer Filmregisseur                                                                                | 75    |       |
| 3. September  | Knocky Parker                      | US-amerikanischer Jazzpianist                                                                              | 68    |       |
| 3. September  | Karl Wedenig                       | österreichischer Politiker (ÖVP), Abgeordneter zum Nationalrat                                             | 65    |       |
| 4. September  | Eugen Baum                         | deutscher Bankier und Honorarkonsul von Panama                                                             | 83    |       |
| 4. September  | Christer Boustedt                  | schwedischer Jazzmusiker und Schauspieler                                                                  | 47    |       |
| 4. September  | Otto Glória                        | brasilianischer Fußballtrainer                                                                             | 69    |       |
| 4. September  | Hank Greenberg                     | US-amerikanischer Baseballspieler                                                                          | 75    |       |
| 4. September  | J. Heinrich Kramer                 | deutscher Unternehmer und Politiker (FDP)                                                                  | 79    |       |
| 4. September  | Albert Malet                       | französischer Maler                                                                                        | 74    |       |
| 4. September  | Josef Steidl                       | deutscher Politiker (SED)                                                                                  | 67    |       |
| 4. September  | Walter Wanderley                   | brasilianischer Organist und Pianist                                                                       | 54    |       |
| 5. September  | Neerja Bhanot                      | indische Flugbegleiterin und Model                                                                         | 23    |       |
| 5. September  | Franz Helmis                       | deutscher Sportfunktionär                                                                                  | 86    |       |
| 5. September  | Noel Kempff Mercado                | bolivianischer Biologe und Naturforscher                                                                   | 62    |       |
| 5. September  | Wilhelm Mössel                     | deutscher Marineoffizier, zuletzt Konteradmiral im Zweiten Weltkrieg                                       | 88    |       |
| 5. September  | Erich Schumacher                   | deutscher Theaterintendant                                                                                 | 77    |       |
| 5. September  | Egon Stahl                         | deutscher Pharmazeut                                                                                       | 61    |       |
| 5. September  | Trần Quốc Hoàn                     | vietnamesischer Politiker (KPV), Innenminister und Politbüromitglied                                       | 70    |       |
| 6. September  | Alexander Iossifowitsch Schalnikow | russischer Physiker                                                                                        | 81    |       |
| 6. September  | Alexander Wladimirowitsch Sobolew  | sowjetischer Dichter, Schriftsteller und Journalist jüdischer Herkunft                                     | 70    |       |
| 6. September  | Blanche Sweet                      | US-amerikanische Stummfilmschauspielerin                                                                   | 90    |       |
| 6. September  | Tadano Hiroshi                     | japanischer Skilang- und Skirennläufer                                                                     | 72    |       |
| 6. September  | Bernhard Wyss                      | Schweizer Klassischer Philologe                                                                            | 80    |       |
| 7. September  | Heiner Bauschert                   | deutscher Holzschneider                                                                                    | 58    |       |
| 7. September  | Les Bury                           | australischer Politiker und Außenminister                                                                  | 73    |       |
| 7. September  | Nelson Dunford                     | US-amerikanischer Mathematiker                                                                             | 79    |       |
| 7. September  | Ruth Sigrid Grafstrom              | amerikanische Illustratorin und Modezeichnerin                                                             | 81    |       |
| 7. September  | Raimundo Infante                   | chilenischer Fußballspieler                                                                                | 58    |       |
| 7. September  | Ken Merrett                        | englischer Tischtennisspieler                                                                              |       |       |
| 7. September  | Dan K. Moore                       | US-amerikanischer Jurist und Politiker                                                                     | 80    |       |
| 7. September  | Omar Ali Saifuddin III.            | bruneiischer Sultan, Sultan von Brunei Darussalam                                                          | 69    |       |
| 7. September  | Armin Schibler                     | Schweizer Komponist                                                                                        | 65    |       |
| 7. September  | Wladimir Alexandrowitsch Wlassow   | russischer Komponist                                                                                       | 83    |       |
| 8. September  | José Carrasco Tapia                | chilenischer Journalist                                                                                    | 43    |       |
| 8. September  | Ray Nazarro                        | US-amerikanischer Regisseur, Drehbuchautor und Filmproduzent                                               | 83    |       |
| 9. September  | Hans Bahr                          | deutscher Politiker (SED) und Außenhandelsfunktionär                                                       | 76    |       |
| 9. September  | Sepp Eberhard                      | österreichischer Beamter und Politiker (SPÖ), Abgeordneter zum Nationalrat, Mitglied des Bundesrates       | 69    |       |
| 9. September  | Robert Shackleton                  | britischer Romanist, Literaturwissenschaftler und Bibliothekar                                             | 66    |       |
| 9. September  | Magda Tagliaferro                  | brasilianische Pianistin                                                                                   | 93    |       |
| 9. September  | Franciszek Tim                     | zunächst deutscher, später Pole und Fußballnationalspieler für selbige                                     | 62    |       |
| 10. September | Pepper Adams                       | US-amerikanischer Baritonsaxophonist                                                                       | 55    |       |
| 10. September | Eugen Braun                        | österreichischer Fußballschiedsrichter                                                                     | 91    |       |
| 10. September | Rafael Gil                         | spanischer Filmregisseur                                                                                   | 73    |       |
| 10. September | Tomislav Jablanović                | jugoslawischer Geistlicher, Weihbischof in Vrhbosna                                                        | 65    |       |
| 10. September | Olof Jägerskiöld                   | schwedischer Historiker und Archivar                                                                       | 80    |       |
| 10. September | Hans A. Traber                     | Schweizer Naturforscher und TV-Moderator                                                                   | 65    |       |
| 11. September | Panagiotis Kanellopoulos           | griechischer Soziologe, Ideengeschichtler, Rechtswissenschaftler, Lyriker, Politiker und Ministerpräsident | 83    |       |
| 11. September | Henry De Wolf Smyth                | US-amerikanischer Physiker (Smyth Report) und Botschafter der Vereinigten Staaten bei der IAEO             | 88    |       |
| 11. September | Noel Streatfeild                   | englische Schriftstellerin                                                                                 | 90    |       |
| 11. September | Walter Tiemann                     | deutscher Politiker (SPD), MdL                                                                             | 60    |       |
| 12. September | Heinrich Beck                      | deutscher Politiker (CDU), MdL                                                                             | 75    |       |
| 12. September | Walther Bulst                      | deutscher Philologe für lateinische Literatur des Mittelalters                                             | 87    |       |
| 12. September | James Louis Connolly               | US-amerikanischer Geistlicher, Bischof von Fall River                                                      | 91    |       |
| 12. September | Ernst Haas                         | österreichisch-amerikanischer Fotograf                                                                     | 65    |       |
| 12. September | Władysław Kozdra                   | polnischer Politiker                                                                                       | 66    |       |
| 12. September | Jacques-Henri Lartigue             | französischer Fotograf und Maler                                                                           | 92    |       |
| 12. September | Harold Moody                       | britischer Kugelstoßer und Diskuswerfer                                                                    | 70    |       |
| 12. September | Ernst Paulus                       | deutscher Leichtathlet                                                                                     | 89    |       |
| 12. September | Gerhard Rohlfs                     | deutscher Romanist                                                                                         | 94    |       |
| 12. September | Erhard Scarabis                    | deutscher Politiker (FDP), MdL                                                                             | 77    |       |
| 12. September | Rudolf Schneider                   | deutscher Fußballspieler                                                                                   | 64    |       |
| 12. September | Hannes Tuch                        | deutscher Förster und Schriftsteller                                                                       | 79    |       |
| 12. September | Charlotte Wolff                    | deutsch-britische Ärztin, Sexualwissenschaftlerin und Autorin                                              | 88    |       |
| 13. September | Horst Averbeck                     | deutscher Bergwerksunternehmer, Geschäftsmann und Erfinder                                                 | 85    |       |
| 13. September | Antonio Mota                       | mexikanischer Fußballtorwart                                                                               | 47    |       |
| 13. September | Max Rostock                        | deutscher SS-Obersturmführer und Chef des Sicherheitsdienstes in Kladno                                    | 74    |       |
| 13. September | Georg Uschmann                     | deutscher Wissenschaftshistoriker und Direktor des Archivs der Leopoldina                                  | 72    |       |
| 14. September | William E. Barrett                 | US-amerikanischer Schriftsteller                                                                           | 85    |       |
| 14. September | David Harold Byrd                  | US-amerikanischer Ölunternehmer aus Texas                                                                  | 86    |       |
| 14. September | Marcel Couraud                     | französischer Dirigent                                                                                     | 73    |       |
| 14. September | Allen Irvine McHose                | US-amerikanischer Musikwissenschaftler, -pädagoge und Organist                                             | 84    |       |
| 14. September | Jörn Pfab                          | deutscher Bildhauer                                                                                        | 61    |       |
| 14. September | Ernst Rudolph                      | deutscher Karambolagespieler                                                                               | 68    |       |
| 15. September | Gustaf Andersson                   | schwedischer Eisschnellläufer                                                                              | 83    |       |
| 15. September | Jaroslav Burgr                     | tschechischer Fußballspieler                                                                               | 80    |       |
| 15. September | William Allmond Codrington Goode   | britischer Barrister und Kolonialbeamter                                                                   | 79    |       |
| 15. September | Traute Richter                     | deutsche Schauspielerin                                                                                    | 62    |       |
| 15. September | Freimut Stein                      | deutscher Eis- und Rollkunstläufer                                                                         | 62    |       |
| 15. September | Ramón Villaverde                   | uruguayischer Fußballspieler                                                                               | 56    |       |
| 15. September | Josef Waidhofer                    | österreichischer Beamter und Politiker (ÖVP), Landtagsabgeordneter                                         | 63    |       |
| 16. September | Franz Gabriele                     | österreichischer Politiker (ÖVP), Abgeordneter zum Nationalrat, Mitglied des Bundesrates                   | 82    |       |
| 16. September | Walter Lehweß-Litzmann             | deutscher Offizier und Kampfflieger                                                                        | 79    |       |
| 16. September | Francesco Malatesta                | italienischer Radrennfahrer                                                                                | 79    |       |
| 16. September | Luís Armando Rivera                | dominikanischer Komponist, Pianist und Geiger                                                              | 85    |       |
| 16. September | Karel Svolinský                    | tschechischer Maler, Graphiker und Illustrator                                                             | 90    |       |
| 17. September | Erich Bautz                        | deutscher Radrennfahrer                                                                                    | 73    |       |
| 17. September | András Kórodi                      | ungarischer Dirigent                                                                                       | 64    |       |
| 17. September | Franz Mikorey                      | deutscher Bildhauer                                                                                        | 78    |       |
| 17. September | Heinz Schuster                     | deutscher katholischer Theologe und Hochschullehrer                                                        | 56    |       |
| 17. September | Henrik Sjögren                     | schwedischer Augenarzt                                                                                     | 87    |       |
| 18. September | David Dodge Boyden                 | US-amerikanischer Musikwissenschaftler                                                                     | 75    |       |
| 18. September | Walther Brühl                      | deutscher Politiker (GB/BHE), MdL                                                                          | 91    |       |
| 18. September | Walter Findeisen                   | deutscher Heimatschriftsteller und Mundartdichter des Erzgebirges, sowie Verleger                          | 82    |       |
| 18. September | Corita Kent                        | US-amerikanische Nonne, Künstlerin, Lehrerin, Philosophin und politische Aktivistin                        | 67    |       |
| 18. September | Wilhelm Kimmich                    | deutscher Maler                                                                                            | 89    |       |
| 18. September | Horst Schlechte                    | deutscher Historiker und Archivar                                                                          | 76    |       |
| 18. September | Josef Schoder                      | österreichischer Politiker (SPÖ), Landesrat von Vorarlberg                                                 | 86    |       |
| 19. September | Erling Dinesen                     | dänischer Politiker (Socialdemokraterne), Abgeordneter und Minister                                        | 76    |       |
| 19. September | Gunnar Erdal-Aase                  | norwegischer Zehnkämpfer                                                                                   | 68    |       |
| 19. September | Ulrich Erfurth                     | deutscher Regisseur                                                                                        | 76    |       |
| 19. September | James H. Gray                      | US-amerikanischer Politiker und Medienunternehmer                                                          | 71    |       |
| 19. September | Willem Grimm                       | deutscher Maler                                                                                            | 82    |       |
| 19. September | Ainslie Meares                     | australischer Psychiater                                                                                   | 76    |       |
| 19. September | Herbert Viktor Patera              | österreichischer Schriftsteller                                                                            | 86    |       |
| 19. September | Matthias Utters                    | deutscher Franziskaner                                                                                     | 52    |       |
| 20. September | Marguerite de Beaumont             | Schweizer Schwester der reformierten Frauengemeinschaft Communauté de Grandchamp                           | 91    |       |
| 20. September | Johannes Caspers                   | deutscher Politiker (CDU), MdB                                                                             | 76    |       |
| 20. September | Chester A. Chesney                 | US-amerikanischer Politiker                                                                                | 70    |       |
| 20. September | Josef Eberle                       | deutscher Schriftsteller und Verleger                                                                      | 85    |       |
| 20. September | Martin Gümbel                      | deutscher Komponist und Musikpädagoge                                                                      | 63    |       |
| 20. September | Iorgu Iordan                       | rumänischer Romanist und Sprachwissenschaftler                                                             | 97    |       |
| 20. September | Erich Riede                        | deutscher Dirigent, Komponist und Generalmusikdirektor                                                     | 83    |       |
| 20. September | Anders Ström                       | schwedischer Skilangläufer                                                                                 | 85    |       |
| 20. September | Kurt Struve                        | deutscher Jurist und Verwaltungsbeamter                                                                    | 84    |       |
| 21. September | Basil Christopher Butler           | Ordensgeistlicher, Weihbischof in Westminster                                                              | 84    |       |
| 21. September | John Kuck                          | US-amerikanischer Leichtathlet                                                                             | 81    |       |
| 21. September | Pierre Wigny                       | belgischer Politiker, MdEP                                                                                 | 81    |       |
| 22. September | József Asbóth                      | ungarischer Tennisspieler                                                                                  | 69    |       |
| 22. September | Bernie Cummins                     | US-amerikanischer Schlagzeuger und Bigband-Leader                                                          | 86    |       |
| 22. September | Jan Merell                         | tschechischer Theologe                                                                                     | 82    |       |
| 22. September | Eric Svensson                      | schwedischer Drei- und Weitspringer                                                                        | 83    |       |
| 22. September | Abdel-Kader Zaaf                   | französisch-algerischer Radrennfahrer                                                                      | 69    |       |
| 23. September | Gottfried von Banfield             | österreichisch-ungarischer Marineflieger, letzter Träger des Maria-Theresia-Ordens                         | 96    |       |
| 23. September | Gordie Drillon                     | kanadischer Eishockeyspieler                                                                               | 72    |       |
| 23. September | Eva Hauptmann                      | deutsche Geigerin und Hochschullehrerin                                                                    | 91    |       |
| 23. September | Vincent Lloyd-Jones                | walisischer Richter                                                                                        | 84    |       |
| 23. September | Jelena Alexandrowna Maximowa       | sowjetische Filmschauspielerin                                                                             | 80    |       |
| 23. September | Johannes Mühlenkamp                | deutscher SS-Standartenführer der Waffen-SS                                                                | 75    |       |
| 23. September | Percy Peter                        | britischer Schwimmer und Wasserballspieler                                                                 | 84    |       |
| 23. September | Richard Schneider-Edenkoben        | deutscher Schriftsteller, Regisseur und Drehbuchautor                                                      | 87    |       |
| 24. September | Maurice Delvart                    | französischer Sprinter                                                                                     | 87    |       |
| 24. September | Hara Hiroshi                       | japanischer Botaniker                                                                                      | 75    |       |
| 24. September | Joseph Reindl                      | deutscher römisch-katholischer Geistlicher und Alttestamentler                                             | 55    |       |
| 24. September | Heinrich Schier                    | deutscher Filmproduzent und Filmkaufmann                                                                   | 91    |       |
| 25. September | Hans Batz                          | deutscher Politiker (SPD), MdB                                                                             | 58    |       |
| 25. September | Enrico Pietro Galeazzi             | italienischer Architekt und Diplomat                                                                       | 90    |       |
| 25. September | Josef Holey                        | deutscher Unternehmer und Experte für Glaserzeugung                                                        | 87    |       |
| 25. September | Gerd Pempelfort                    | deutscher Architekt                                                                                        | 58    |       |
| 25. September | Marcel Rüedi                       | Schweizer Bergsteiger                                                                                      | 47    |       |
| 25. September | Nikolai Nikolajewitsch Semjonow    | russischer Physikochemiker und Nobelpreisträger für Chemie                                                 | 90    |       |
| 25. September | Hubertus Strughold                 | deutscher Luftfahrtmediziner                                                                               | 88    |       |
| 26. September | Wilson Faumuina                    | US-amerikanischer Footballspieler                                                                          | 32    |       |
| 26. September | Franz Hagenauer                    | österreichischer Bildhauer                                                                                 | 80    |       |
| 26. September | Brian Desmond Hurst                | irischer Filmregisseur, Drehbuchautor und Filmproduzent                                                    | 91    |       |
| 26. September | André Maelbrancke                  | belgischer Radrennfahrer                                                                                   | 68    |       |
| 26. September | Noboru Terada                      | japanischer Schwimmer                                                                                      | 68    |       |
| 26. September | Werner Vermehren                   | deutscher Marineoffizier, zuletzt Kapitän zur See, und Mitarbeiter der Abwehr                              | 96    |       |
| 27. September | Wolfgang Boeck                     | deutscher Politiker (CDU), MdL                                                                             | 84    |       |
| 27. September | Walter Brecht                      | deutscher Papiertechnologe                                                                                 | 86    |       |
| 27. September | Cliff Burton                       | US-amerikanischer Musiker, Bassist der Heavy-Metal-Band Metallica                                          | 24    |       |
| 27. September | Giuseppe Ghedina                   | italienischer Skilangläufer                                                                                | 87    |       |
| 27. September | Ernst Meister                      | österreichischer Schauspieler                                                                              | 60    |       |
| 27. September | Alexandra Nowosjolowa              | sowjetische Chemikerin und Hochschullehrerin                                                               | 86    |       |
| 27. September | Éva Ruttkai                        | ungarische Schauspielerin                                                                                  | 58    |       |
| 27. September | Georg Voggenreiter                 | deutscher Radrennfahrer                                                                                    | 66    |       |
| 27. September | Johan Winkler                      | niederländischer Journalist, Chefredakteur, Autor und Übersetzer                                           | 87    |       |
| 28. September | Howard Graham                      | kanadischer Generalleutnant                                                                                | 88    |       |
| 28. September | Karl Fritsche                      | deutscher Gewerkschafter (FDGB)                                                                            | 75    |       |
| 28. September | Robert Helpmann                    | australischer Schauspieler                                                                                 | 77    |       |
| 28. September | Hazdayi Penso                      | türkischer Basketballspieler                                                                               | 72    |       |
| 28. September | Hans Schütt                        | deutscher Politiker (GB), MdL                                                                              | 85    |       |
| 28. September | Ewa Szelburg-Zarembina             | polnische Schriftstellerin                                                                                 | 87    |       |
| 29. September | Helmut Qualtinger                  | österreichischer Kabarettist und Schriftsteller                                                            | 57    |       |
| 29. September | Theodor Schwenk                    | deutscher Strömungs- und Wasserforscher                                                                    | 75    |       |
| 30. September | Franz Burda                        | deutscher Verleger und Begründer des Burda-Verlages                                                        | 83    |       |
| 30. September | Margaret Storm Jameson             | englische Schriftstellerin                                                                                 | 95    |       |
| 30. September | Nicholas Kaldor                    | ungarischer Ökonom                                                                                         | 78    |       |
| 30. September | Tommy Reynolds                     | US-amerikanischer Jazz-Klarinettist und Bigband-Leader                                                     | 69    |       |
| 30. September | Irene Rosenberg                    | Chemikerin                                                                                                 | 95    |       |
| September     | Roy Granville                      | US-amerikanischer Tontechniker und Spezialeffektkünstler                                                   | 76    |       |